# Jari Isometsä
Jari Olavi Isometsä (Alatornio, 11 settembre 1968) è un dirigente sportivo ed ex fondista finlandese.

## Biografia

### Carriera sciistica
In Coppa del Mondo ha ottenuto il primo risultato di rilievo il 10 marzo 1990 nella 30 km a tecnica classica di Örnsköldsvik (10°), ha ottenuto il primo podio il 21 dicembre 1993 nella 10 km a tecnica classica di Dobbiaco e la prima vittoria il 3 marzo 1996 nella 30 km a tecnica libera di Lahti. Nella stagione 1999-2000 si è aggiudicato la Coppa del Mondo di media distanza.
In carriera ha partecipato a tre edizioni dei Giochi olimpici invernali (Albertville 1992, Lillehammer 1994 e Nagano 1998), vincendo tre bronzi, e a cinque dei Campionati mondiali, vincendo due argenti e due bronzi.
Nel 2001 fu coinvolto nello scandalo doping che travolse la nazionale finlandese ai Campionati mondiali di sci nordico 2001: poiché risultò positivo all'amido idrossietilico fu privato delle medaglie (argento nell'inseguimento, oro nella staffetta) che in un primo momento gli erano state assegnate. Scontata la squalifica, nel 2003 tornò alle gare ma non riuscì a tornare ad alti livelli fino al definitivo ritiro, nel 2006.

### Carriera dirigenziale
Dopo il ritiro si dedicò all'attività dirigenziale, non più nello sci nordico bensì nel calcio, nel FC Honka.

## Palmarès

### Olimpiadi
- 3 medaglie:
  - 3 bronzi (staffetta[3] ad Albertville 1992; staffetta[3] a Lillehammer 1994; staffetta a Nagano 1998)

### Mondiali
- 4 medaglie:
  - 2 argenti (staffetta[3] a Thunder Bay 1995; staffetta[3] a Trondheim 1997)
  - 2 bronzi (staffetta[3] a Val di Fiemme 1991; inseguimento[3] a Thunder Bay 1995)

### Coppa del Mondo
- Miglior piazzamento in classifica generale: 2º nel 2000
- Vincitore della Coppa del Mondo di media distanza nel 2000
- 32 podi (22 individuali, 10 a squadre[4]), oltre a quelli conquistati in sede olimpica o iridata e validi ai fini della Coppa del Mondo:
  - 9 vittorie
  - 11 secondi posti
  - 12 terzi posti

#### Coppa del Mondo - vittorie
| Data             | Luogo                | Paese     | Disciplina                                                         |
| ---------------- | -------------------- | --------- | ------------------------------------------------------------------ |
| 15 gennaio 1995  | Nové Město na Moravě | Rep. Ceca | 4x10 km TC (con Karri Hietamäki, Harri Kirvesniemi e Mika Myllylä) |
| 10 dicembre 1995 | Davos                | Svizzera  | 4x10 km (con Karri Hietamäki, Sami Repo e Mika Myllylä)            |
| 14 gennaio 1996  | Nové Město na Moravě | Rep. Ceca | 4x10 km (con Sami Repo, Mika Myllylä e Harri Kirvesniemi)          |
| 3 marzo 1996     | Lahti                | Finlandia | 30 km TL                                                           |
| 8 dicembre 1996  | Davos                | Svizzera  | 4x10 km (con Sami Repo, Harri Kirvesniemi e Mika Myllylä)          |
| 11 marzo 1998    | Lahti                | Finlandia | 4x10 km (con Harri Kirvesniemi, Mika Myllylä e Sami Repo)          |
| 5 febbraio 2000  | Lillehammer          | Norvegia  | 20 km PU                                                           |
| 16 febbraio 2000 | Ulrichen             | Svizzera  | 10 km TL                                                           |
| 19 marzo 2000    | Bormio               | Italia    | 15 km TL PU                                                        |

Legenda:

PU = inseguimento

TC = tecnica classica

TL = tecnica libera